# Conjunto Habitacional Unidad Independencia
La Unidad de Servicios Sociales y Habitación “Independencia”, conocida como Unidad Independencia, es un conjunto habitacional ubicado al sur de la Ciudad de México.

## Ubicación
Se localiza en la delegación Magdalena Contreras, es parte de la colonia San Jerónimo Lídice y está delimitada al norte por las colonias El Batan Viejo y Progreso Tizapán, mediante la avenida San Bernabé; al sur la Av. San Jerónimo y al oriente el bulevar Adolfo López Mateos (Anillo Periférico) es el límite con la Colonia Tizapán Pueblo. Ocupa una superficie de 37 hectáreas de las que casi la mitad correspondían a la antigua Hacienda El Batán.

## Historia

### Origen
El proyecto de edificar vivienda para los trabajadores de las fábricas del sur de la Ciudad de México, probablemente fue visualizado por Adolfo López Mateos antes de su campaña presidencial, en 1958, ya que como Secretario del Trabajo durante el periodo de su antecesor Adolfo Ruiz Cortines, se avecindó en ese rumbo en Av. San Jerónimo 217, Pedregal de San Ángel, lo que probablemente le permitió apreciar directamente la falta de viviendas para los obreros de Tizapán y Magdalena Contreras. Coincidentemente, en esa década el Instituto Mexicano del Seguro Social (IMSS) determinó utilizar parte de sus reservas acumuladas desde 1950, para ampliar sus servicios, incluso en la prestación de vivienda. Al tiempo López Mateos sabía de un terreno ideal para llevar adelante su proyecto, en lo que constituía la Hacienda El Batán ocupada por la familia Matsumoto que gozaba de gran renombre como creadora de jardines[cita requerida].

### Construcción
l deseo de López Mateos[cita requerida], Benito Coquet Lagunes (1916-1993), director general del IMSS, llamó a su amigo el arquitecto Alejandro Prieto Posadas para que formara un equipo de arquitectos jóvenes que realizaran el nuevo proyecto habitacional del IMSS, el cual no habría de ofrecer solamente un techo a los trabajadores, sino también los servicios del IMSS, facilidades sociales y artísticas, deportivas y recreativas, que contribuyeran al desarrollo de esa zona de la ciudad.
La construcción de la Unidad Independencia estuvo a cargo del departamento de obras del IMSS y se inició en mayo de 1959. Fue diseñada y proyectada por los arquitectos Alejandro Prieto Posadas  y José María Gutiérrez Trujillo en colaboración con el arquitecto Pedro F. Miret y un equipo de 23 arquitectos e ingenieros. Se inauguró el 20 de septiembre de 1960 como parte de los festejos por el 150 Aniversario de la Independencia de México y el 50 Aniversario de la Revolución Mexicana. Tuvo un costo de 146 millones de pesos. Desde 2007 se encuentra catalogada por la Dirección de Arquitectura del Instituto Nacional de Bellas Artes y es candidata a ser declarada Monumento Artístico.

### Concepto
La Unidad Independencia fue concebida como parte del mejoramiento de la seguridad social ofrecida por el estado mexicano, que incluía además de las pensiones, servicios de salud y de habitación para trabajadores, mediante soluciones arquitectónicas pensadas para procurar seguridad personal a los habitantes. No sólo habitación sino servicios, aprovechamiento de las áreas verdes y buena ubicación en relación con el desplazamiento necesario a los centros de trabajo en esa área de la ciudad. Fue construida considerando el ahorro de costos con materiales durables (tabique hueco recocido, piedra braza, piedra bola, concreto hidráulico), y bajo la concepción urbanística de Unidad Vecinal, mediante tres barrios habitacionales diferenciados inspirados en el concepto de “Hospitales-Pueblo” de Vasco de Quiroga. El conjunto habitacional y de servicios “Unidad Independencia”, consta de 2,235 viviendas en régimen de propiedad en condominio con una población cercana a 10,000 habitantes (cerca del 55% mujeres), sobre la superficie irregular de la Loma El Batán y una densidad media de 270 habitantes por hectárea, de la que 2 tercios son áreas verdes; el 23% superficie construida y el resto calles y estacionamientos.

## Descripción
La Unidad Independencia es una síntesis de la experiencia acumulada por el IMSS con la construcción de 10 unidades habitacionales; integra instalaciones de servicios como un supermercado y tres zonas comerciales, un centro deportivo, clínica, 5 planteles educativos, guardería, teatro cubierto con 400 localidades, teatro al aire libre, una Plaza Cívica, un edificio social (actualmente ocupado por instalaciones del IMSS), centro de seguridad social. Todas las viviendas, poseen una correcta orientación oriente-poniente y son 635 casas unifamiliares de 2 y 3 recámaras, 36 edificios multifamiliares (que incluyen 1,500 departamentos) y 3 torres con 100 apartamentos considerados “de lujo” en el tiempo de su construcción. La circulación vehicular fue resuelta con una avenida perimetral, revestida con concreto hidráulico y la peatonal mediante calzadas que se intercomunican.
La creación de la Unidad Independencia estuvo animada por el espíritu de La Carta de Atenas publicada por Le Corbusier en 1942, que refiere que en una unidad habitacional se promueven, esencialmente, una proporción adecuada entre densidad de vivienda, superficie del conjunto y aprovechamiento de áreas verdes, adaptadas a las características del terreno y en función de un soleamiento apropiado, en busca de condiciones óptimas de higiene y restringiendo la circulación vehicular a la periferia de los barrios, de tal manera que no se amenace la seguridad en las zonas habitacionales y de tránsito de las personas.
Es interesante mencionar que la Hacienda El Batán fue la sede del connotado invernadero y vivero Matsumoto, fundado al final de la década de 1930, donde también se dio refugió a muchas las familias japonesas radicadas en México durante la 2.ª. Guerra Mundial. Al ser adquirida por el IMSS para edificar la UI, gran parte de sus jardines y bosques fueron respetados por el diseño, de tal manera que parte de la infraestructura y de los árboles del vivero aún perduran en la UI.
El antropólogo Fernando Cámara Barbachano  (1919-2007) del Instituto Nacional de Antropología e Historia, realizó el estudio de la población del DF asegurada en el IMSS que sería susceptible de avecindarse en la Unidad Independencia, y se propuso a una adecuada relación entre tamaño de las familias, nivel de ingresos, áreas de influencia de los servicios del IMSS y distancias de los centros de trabajo.

## Integración plástica
Con el fin de dar permanencia a los valores de la nacionalidad y la historia mexicana, en la Unidad Independencia se impulsó la fusión de la arquitectura con la escultura y la pintura. Destaca particularmente su Plaza Cívica, en donde Alejandro Prieto logró evocar la traza de las ciudades prehispánicas y se incorporó obra escultórica y arquitectónica alusiva a la mexicanidad, producto de la inspiración de Luís Ortiz Monasterio y Federico Cantú Garza, complementadas por el acueducto del propio Alejandro Prieto. Por su parte, las fachadas de los diversos edificios multifamiliares fueron dotadas con obra plástica de Francisco Eppens Helguera, que configuran simbolismos en homenaje a la cultura prehispánica lo que alcanza 80 diferentes diseños de murales de mosaicos. Finalmente las plazas, jardines, andadores y juegos infantiles de la Unidad Independencia, diseñados por Pedro Miret, respetaron los espacios arbolados y la abundante vegetación en afortunado ejemplo de arquitectura del paisaje. Dos esculturas de Ernesto Tamariz (1904-1988) conmemoran las visitas de JFK y De Gaulle a la Unidad Independencia y la obra “Hidalgo Libertador” de Juan O'Gorman (1905-1982) ubicada en el Centro Interamericano de Estudios de Seguridad Social (CIESS), también es parte del espacio arquitectónico.

## Visitantes célebres
La edificación de la Unidad Independencia fue motivo de gran orgullo para el gobierno de López Mateos, por lo que figuró en el itinerario de los mandatarios que visitaron México a principio de la década de 1960. Fue recorrida, entre otros, por Indira Gandhi, Jawaharlal Nehru primer ministro de la India, John F. Kennedy (el 30 de junio de 1962), Jorge Alessandri de Chile, Rómulo Betancourt de Venezuela, Juan Bosh de República Dominicana, el Mariscal Tito de Yugoslavia, Víctor Paz Estenssoro de Bolivia, la Reina Juliana de los Países Bajos, el Príncipe Akihito de Japón (13 de mayo de 1964), Charles de Gaulle de Francia (17 de marzo  de 1964) y George Price, primer ministro de Belice.

## Creadores
El IMSS realizó una gran cantidad de obra en el sexenio de López Mateos, entre las que destacan la Unidad Independencia, el Centro Médico Nacional, el Centro Vacacional, Oaxtepec, la Unidad de Servicios Cuauhtémoc y el CIESS. El diseño y la construcción de estas obras estuvieron a cargo de los arquitectos Alejandro Prieto y José María Gutiérrez Trujillo con la participación de muchos otros arquitectos e ingenieros mexicanos.

### Alejandro Prieto Posadas
Nació en México DF en 1924; falleció en 1996. Fue hijo del pintor Valerio Prieto y hermano del escenógrafo Julio Prieto. Egresado de la carrera de arquitectura de la UNAM. Profesor de Composición en la ESIA, IPN en 1952 y en la ENA, UNAM, de 1954 a 1955. Subjefe del Departamento de Arquitectura de INBA, de 1947 a 1951. Diseñó el Teatro de los Insurgentes en 1951. Director de Programas del Instituto Nacional de la Vivienda, de 1954 a 1958; Jefe del Equipo de Trabajo para los Proyectos de Desarrollo de la Zona Costera del territorio de Quintana Roo e Islas del Caribe Mexicano, de 1957 a 1958; Jefe del Departamento de Inmuebles y Construcciones del IMSS, de 1958 a 1964 encargo que se inició con el proyecto arquitectónico de la Unidad Independencia. Asimismo, encabezó el equipo que realizó la Primera Investigación Nacional de Vivienda, de 1961 a 1964. Desarrolló práctica privada a partir de 1950 y en colaboración con Eduardo Manzanares en AP y M Arquitectos Industriales, desde 1965 hasta 1990. Miembro del Colegio de Arquitectos de la Ciudad de México-Sociedad de Arquitectos Mexicanos (CAM-SAM) en 1958, y presidente de éste de 1964 a 1965. Fundador y primer presidente de la Federación de Colegios de Arquitectos de la República Mexicana, en 1966, y miembro honorario de la American Institute of Architects en 1964. Mención de McGraw-Hill por la ejecución de la mejor planta industrial en América Latina (Laboratorios Pfizer, en Toluca, Mex. 1958). En 1990 se enfocó con gran interés a la escultura y a la fotografía y en 1993 presentó una exposición de sus obras escultóricas en el Museo de Arte Carrillo Gil del DF.

### José María Gutiérrez Trujillo
Nació en el DF el 11 de marzo de 1924. Egresado de la carrera de arquitectura de la UNAM. Cursó un posgrado en Producción Social de Vivienda en el Centro Interamericano de Vivienda, de Bogotá, Colombia. Es profesor de Composición Arquitectónica en la Facultad de Arquitectura de la UNAM y de Diseño de Edificios para la Salud en el posgrado de la misma. Su desarrollo laboral inició con la proyección y construcción de escuelas rurales en la Dirección de Obras Públicas de Oaxaca de 1948 a 1952. Posteriormente se desempeñó en el CAPFCE como Jefe del Departamento de Estudios Urbanísticos. Desde 1959 hasta 1971 laboró en el IMSS e inició con la construcción de la Unidad Independencia. Desempeñó los siguientes cargos, Subjefe de Proyectos y Construcciones; Jefe de Conservación; Jefe de Construcción; Coordinador General del Programa IMSS – Coplamar; Subdirector General de Obras y Patrimonio Inmobiliario. De 1972 a 1976 fue Jefe de Desarrollo Urbano y Vivienda en el Instituto del Fondo Nacional para la Vivienda de los Trabajadores (INFONAVIT). Posteriormente fue Subdirector General del Instituto Nacional para el Desarrollo de la Comunidad y de la Vivienda Popular (INDECO) y director del Centro para el Desarrollo de la Infraestructura Salud, órgano desconcentrado de la SSA, así como director general de Obras y Servicios Generales de la UNAM. De 2000 a la fecha es asesor de la dirección general del Instituto de Vivienda del DF, y coordinada el Programa de Mejoramiento de Vivienda del CAM-SAM ante el INVI. En el bienio 2000 – 2002 coordinó la Comisión para la Autoproducción y Mejoramiento de la Vivienda Popular en la Federación de Colegios de Arquitectos de la República Mexicana. Recibió el Premio Nacional de Arquitectura en 1999, de manos del Presidente de la República Ernesto Zedillo.

## Anécdotas de la Unidad Independencia

### Nombres de calles y calzadas
En cada uno de los tres barrios que integran la Unidad Independencia (Batán Norte, Batán Sur y San Ramón) la nomenclatura se caracteriza por representar la mexicanidad, ya sea por nombres en lengua náhuatl, principalmente deidades (Mayahuel, Papatzin, Quetzal, etc.); o bien canciones populares (La Adelita, La Bamba, Zandunga, etc.), así como nombres relacionados con la literatura y autores mexicanos (Zarco, Nigromante, Nocturno, Grandeza Mexicana, Periquillo Sarniento, Triunfo Parténico, etc.). Sus calzadas llevan por nombres: Chilam-Balam, Popol-Vuh, Olmecas, Toltecas, Aztlanes, Tlaloc, Quetzalcoatl e Itzaes; se ha mencionado que dichos nombres fueron ideados por el escritor Juan José Arreola pero no se ha localizado evidencia de ello. En cambio la versión de uno de los constructores (Chema), de la hija Benito Coquet, Alicia Coquet, y del arquitecto Jorge González Durán (hijo), es que los nombres de las calles de la Unidad fueron escogidos por el propio Benito Coquet y por el poeta Jorge González Durán (1928-1996), que fue director de administración del IMSS de 1959 a 1964.

### El Tibio Muñoz y la UI
Felipe Muñoz Kapamas (el Tibio), llegó a entrenar a la alberca del deportivo de la Unidad Independencia en 1966 y posteriormente continuó en la Unidad Morelos, también del IMSS, con su profesor Nelson Vargas hasta ser convocado por Ronald Johnson, entrenador en el Centro Deportivo Olímpico Mexicano, quien lo incorporó al equipo olímpico de natación con el que el 22 de octubre de 1968, el tibio gana la medalla de oro en 200 metros estilo pecho (braza).

### John F. Kennedy y el White House Diary
Existe un video de la gira de JFK a México en junio de 1962 que contiene escenas de su visita a la Unidad Independencia el 30 de junio de 1962. En su visita expreso el siguiente comentario:

Quiero felicitar a los miembros del consejo, el Director y los arquitectos, y todos ustedes por lo bien qué este proyecto ha sido elaborado. He visto muchos lugares de vivienda que se ha desarrollado bajo la influencia gubernamental, pero nunca he visto ningún proyecto en el que los gobiernos han hecho su parte con fuentes, estatuas, pasto y árboles, que son tan importantes para el concepto de la casa como el mismo techo

### General De Gaulle visita a México
Existe un video en el Instituto Francés del Audiovisual que muestra la gira de Charles de Gaulle el 14 de marzo de 1964, y que contiene escenas de su paso por la Unidad Independencia.

### Viviendas de la UI 2,235 no 2,500
Durante 50 años y desde su inauguración, en las variadas publicaciones que abordan la Unidad Independencia, se menciona que consta de 2,500 viviendas, como se especificaba en el plano original, pero en realidad el IMSS finamente edificó sólo 2,235 debido a la decisión de preservar una proporción del bosque creado por los Matsumoto en El Batán y también a que el presupuesto original había sido rebasado.

### La “Seño Gelín” y López Mateos
El presidente López Mateos, que estuvo casado con Eva Sámano Bishop, sostuvo una relación formal con Angelina Gutiérrez Sadurní, maestra educadora y primera directora del jardín de niños Sur de la Unidad Independencia. Hay vecinos que recuerdan al presidente visitar a la “Seño Gelín” a la Unidad independencia. A mediados de su sexenio, López Mateos se separó de Eva Sámano y se casó con Angelina, con la que procreó dos hijos, Elena y Adolfo (1964-1974).[cita requerida]

### El Zoológico de Coquet
Lleva ese nombre en homenaje al director general del IMSS y se construyó en el barrio de San Ramón, sobre la calle Río Chico. En su interior se albergo fauna en tres zonas distintas, algunos mamíferos como monos araña originarios de la región del Golfo, venados cola blanca de la  Mixteca al centro de México . La segunda un aviario con guacamayos escarlata y quetzales del sureste, loros cabeza amarilla del Pacífico sur y un serpentario con víboras de cascabel, nauyaca del norte el país, entre otras especies.
Fueron seleccionadas de la fauna originaria de nuestro país, evocando a aquellas que fueron encontradas en los lugares donde se establecieron y desarrollaron las diferentes culturas indígenas. Respetando todo el concepto del desarrollo, en su honor.

## Situación actual
Desde 1960 el IMSS fue propietario de la UI y las viviendas eran arrendadas a sus ocupantes. En 1982 la Unidad fue desincorporada del dominio público por decreto presidencial. Sin embargo, el Instituto se reservó la propiedad de "la Unidad Médico Familiar No. 22, CIESS, Centro de Seguridad Social para el Bienestar Familiar, Taller de Artes Plásticas y Artesanías, Cine La Linterna Mágica, Centro Deportivo y Guardería Infantil". Desde 2003 una buena proporción de los condóminos sostiene una administración elegida en asamblea, y como muchas unidades habitacionales experimenta dificultades por morosidad en el pago de cuotas de mantenimiento, en parte generada por las insuficiencias de la Ley de Propiedad en Condominio de Inmuebles para el DF. Más del 60 por ciento de los propietarios condominales son mujeres.

### Riesgos de intervenciones inadecuadas
El diseño original de las viviendas, plazas y jardines de la Unidad Independencia se mantiene hasta la fecha en un alto grado, sin embargo se empiezan a observar modificaciones poco estéticas en algunas viviendas y edificios que trastocan radicalmente el proyecto y deterioran la imagen.

### Proceso de Declaratoria como Monumento Artístico
A petición del Comité Ciudadano Pro Declaratoria como Monumento Artístico del Conjunto Habitacional y de Servicios “Unidad Independencia”, la Dirección de Arquitectura del Instituto Nacional de Bellas Artes dio su beneplácito en diciembre de 2007 para que la UI, dados sus méritos arquitectónicos, sea susceptible de ser declarada Monumento Artístico.

### Remodelaciones e intervenciones
A partir del año 2014, bajo la administración local de Rafael Miranda Aldaco, y la delegacional por parte de Leticia Quezada Contreras, comenzaron los trabajos de adecuación de rampas para personas de la tercera edad y personas con discapacidad, creando controversias y disputas entre habitantes que se oponen a la modificación de la administración del conjunto decidió otorgar permisos para colocar elementos de seguridad en estacionamientos (cadenas), lo cual también se ha traducido en disputas vecinales por el estatus incierto de los estacionamientos como propiedad pública o privada.
De igual manera, por parte de la delegación Magdalena Contreras se realizó el trabajo de remodelación de un chapoteadero ubicado en el barrio de Batán Norte, reconstruyendo las isletas, unidades de filtración, y reemplazando los mosaicos venecianos en su totalidad.